# جاده ئی۸۳ اروپا
جاده ئی۸۳ اروپا (به انگلیسی: European route E83) یکی از جاده‌های اصلی قاره اروپا است که در کشور بلغارستان قرار دارد.
این جاده که از شهر بیالا شروع شده، در شهر صوفیه به پایان می‌رسد و ۲۶۶ کیلومتر مسافت دارد.